# Строительные войска
Военно-строительные формирования (строительные войска, стройбат) — формирования (воинские части и подразделения) в ряде государств, предназначенные для подготовки театров военных действий: строительства военной инфраструктуры, долговременных оборонительных сооружений и коммуникаций, а также обустройства и расквартирования войск как в военное, так и в мирное время.
В зависимости от выполняемых задач и принадлежности тому или иному государству, военно-строительные формирования могут объединяться в самостоятельный род войск (как, например, в Народной Республике Болгария), либо входить в состав других родов войск (сил), служб или видов вооружённых сил, а также могут состоять вне штатной численности вооружённых сил, являясь ведомственными воинскими или военизированными формированиями отдельных органов исполнительной власти.
В СССР, а затем и в Российской Федерации, формирования военно-строительного назначения никогда не были выделены в самостоятельный род войск, а существовали лишь в виде отдельных военно-строительных частей, подчинённых соответствующим органам управления. В Российской Федерации в период 1996—2017 годов наряду с военно-строительными частями существовали инженерно-технические воинские формирования при федеральных органах исполнительной власти, осуществлявшие деятельность в сфере специального строительства, а также в сфере эксплуатации, восстановления и строительства сетей электросвязи.
В мировой практике «военно-строительные формирования» имеются у многих государств, преимущественно у обладающих достаточно крупными вооружёнными силами, наиболее значительные по численности в составе Инженерного корпуса армии США. Также, например, в Северной Корее гражданских строительных организаций не существует вообще, и всё строительство в стране осуществляется военными строителями Корейской народной армии.
Военно-строительные формирования гитлеровской Германии — Организация Тодта. На начальном этапе существования данных формирований, служба в них для немецких граждан условно соответствовала альтернативной гражданской службе, существующей в настоящий период в ряде стран мира. После ноября 1942 года личный состав немецкой национальности, а затем с весны 1944 года также и личный состав других национальностей, был полностью приравнен по статусу к военнослужащим вермахта. Существовала и другая военизированная организация гитлеровской Германии, имевшая в своём составе военно-строительные формирования — Имперская служба труда (нем. Reichsarbeitsdienst, RAD). В формированиях RAD с 1935 года все немецкие граждане мужского пола, а с началом Второй мировой войны и женского, 2 раза в год отбывали 6-месячную трудовую повинность (годные к военной службе юноши отбывали данную повинность до призыва в вооружённые силы). С весны 1944 года личный состав RAD был также приравнен к военнослужащим вермахта.
На военном жаргоне такие войска называют «мабута», королевские войска. Слово «королевские» — иронически подчёркивало многочисленность личного состава военно-строительных формирований СССР. Учитывая численность военно-строительных отрядов (около 500 — только в гражданских министерствах и ведомствах) при средней штатной численности в 600—800 человек на 1980-е годы, личный состав военно-строительных частей достигал 300—400 тыс. человек, что на тот момент количественно превышало такие рода войск как ВДВ (60 000), Морская пехота (15 000) и Пограничные войска КГБ СССР (220 000) — вместе взятые. Несмотря на широкое распространение и большую численность, работа военных строителей в народном хозяйстве, как считали некоторые, противоречила Конституции СССР и Закону СССР о всеобщей воинской обязанности, а сами такие подразделения являлись незаконными.

## История

### Российская империя
В состав Сухопутных сил (РИА) Вооружённых сил Российской империи, в 1881 году, входили войска, как тип войск, вспомогательного значения, которые занимались строительством и обустройством театров войны: инженерные, рабочие, военно-железнодорожные, телеграфные и другие. В период Революции 1917 года самоликвидировались.

### РСФСР
Тыловое ополчение — категория военнообязанных в СССР в 1918—1937 годах. В состав тылового ополчения призывались различные так называемые «нетрудовые элементы» (кулаки, духовенство, бывшие дворяне и так далее), которые не подлежали призыву в боевые части РККА, Вооружённых Сил СССР. Тыловое ополчение было сформировано после введения всеобщей воинской обязанности в 1918 году. В 1937 году после изменений в законе о всеобщей воинской обязанности Приказом НКО № 020, от 20 февраля 1937 года, Управление тылового ополчения было преобразовано в Управление строительных частей РККА.

### СССР
Военно-строительные части (ВСЧ) [или просторечное «стройбат» — сокр. от «строительный батальон» ] — общее понятие, используемое в специальной литературе, объединяющее в себе два основных типа организационно самостоятельных административно-хозяйственных единиц военно-строительного назначения (воинских частей), таких как военно-строительные отряды и строительные части, входящих в состав Министерства обороны СССР (МО СССР), а также в состав других силовых и гражданских министерств (ведомств) Советского Союза.
Основными органами управления для выполнения задач по расквартированию и обустройству войск (сил) в Вооружённых Силах СССР (ВС СССР) в составе военных округов (ВО) и флотов, и соответствующих им структур МВД СССР и КГБ СССР, являлись военно-строительные управления (ВСУ) округов и военно-морские строительные управления (ВМСУ) флотов, аналогом которых в гражданском строительстве является строительный трест.
Военно-строительным управлениям подчинялись управления инженерных работ (УИР), которым подчинялись управления начальника работ (УНР) — аналоги гражданских строительных управлений.
Управлениям начальника работ подчинялись строительно-монтажные участки (СМУ), строительные участки (СУ), склады, базы транспорта и человеческие ресурсы, сосредоточенные в военно-строительных войсковых частях округов, групп войск, флотов и других объединений ВС СССР и гражданских министерств.
Военно-строительные части фактически не имели никакого вооружения, не считая строительной, специальной и автомобильной техники.

#### Военно-строительные отряды (части)
Основу Военно-строительного комплекса (ВСК) МО СССР, а также военно-строительных частей других министерств и ведомств Советского Союза составляли военно-строительные отряды (ВСО), имевшие статус военных строительных организаций (с соответствующими действительными и условными наименованиями), в задачу которых входило выполнение строительно-монтажных и других работ в строительных, промышленных, лесозаготовительных и других сырьевых предприятиях СССР. Ещё одним типом таких формирований были отдельные военно-строительные роты (ОВСР), имевшие аналогичный статус, организационно-штатную структуру и те же задачи в сфере строительства и выполнения других работ в интересах обороны и безопасности государства, а также народного хозяйства Советского Союза.
Военно-строительные отряды и отдельные военно-строительные роты являлись хозрасчётными организациями и содержались, в основном, за счёт собственных средств, получаемых в результате их трудовой деятельности. Основу личного состава ВСО и ОВСР составляли рабочие, не являвшиеся военнослужащими, а имевшие особый статус — военные строители. Термин «военные строители» был введён Постановлением Совета министров СССР № 787 от 18 сентября 1964 года и закреплён «Положением о военно-строительных отрядах МО СССР» 1965 года, до этого использовался термин «рабочие военно-строительных отрядов (частей)». Военно-строительные отряды и отдельные военно-строительные роты, вне зависимости от подчинённости тому или иному министерству или ведомству, состояли вне штатной численности Вооружённых Сил СССР.
Права, обязанности и ответственность военных строителей (в/строителей, в/стр.) определялись военным законодательством и общевоинскими уставами Вооружённых Сил СССР, а трудовая деятельность регулировалась трудовым законодательством (с некоторыми особенностями в применении того или другого). Оплата труда в/строителей производилась по действующим нормам. Обязательный срок работы в военно-строительных отрядах (частях) засчитывался в срок действительной военной службы.
Комплектование ВСО и овср производилось за счёт военкоматов, в соответствии с Законами СССР «О всеобщей воинской обязанности» — призывниками, преимущественно из числа окончивших строительные учебные заведения, или имевших строительные или родственные им специальности, или же опыт работы в строительстве (сантехники, бульдозеристы, кабельщики и т. д.), в первую очередь годных к военной службе с некоторыми ограничениями по состоянию здоровья, а также из призывников, имевших условную или отбытую судимость за нетяжкие преступления, и призывников из числа коренных национальностей советских и автономных республик Средней Азии, Поволжья, Северного Кавказа и Закавказья, имевших низкие образовательный уровень и знание русского языка.
Военно-строительный отряд и отдельная военно-строительная рота по своей структуре представляли собой отдельные части: отдельный батальон или отдельную роту соответственно, имевшие в своём составе управление (штаб) и основные подразделения, предназначенные для выполнения строительно-монтажных и других работ. В частности ВСО состояли из подразделений, сведённых в роты (в среднем 3—6 рот). Штат и оснащение каждого ВСО различались в зависимости от выполняемых задач, к которым относились: строительство оборонных объектов, возведение автомобильных дорог и мостов, строительство жилых зданий, мелиорация, заготовка строительных материалов и т. д.
Предусматривалось, что в случае мобилизации в военное время состоящие в запасе военные строители могут быть призваны в боевые части Советской Армии, поэтому полноценная боевая подготовка планировалась, но проводилась формально, чтобы не отвлекать личный состав от выполнения основных производственных работ.
Наряду с военными строителями, в штате ВСО и овср существовал ряд должностей, подлежавших замещению военнослужащими: кадровыми — офицерский состав (командный состав — начиная от командиров рот, их заместителей, и выше; инженерный состав; военные политработники — замполиты; начальники медицинской службы, связи, тылового обеспечения и т. п.); а также военнослужащими срочной и сверхсрочной службы (командиры взводов и их заместители, старшины рот и т. п.) — сержантами (старшинами), прапорщиками (с 1972 года) и старшими прапорщиками (с 1981 года); личный состав подразделений связи, МТО, медицинской службы (санинструкторы) — солдатами (матросами) и сержантами (старшинами).
Командирами взводов-бригад и их заместителями, а также командирами отделений-бригад назначались военные строители из числа военных строителей — сержантов (старшин), окончивших военные школы младших специалистов (командиров отделений — бригадиров), либо получивших данные звания в текущий период прохождения ими срочной службы военными строителями. Командирами отделений-бригад также могли быть назначены военные строители из числа военных строителей — ефрейторов .
Порядок прохождения службы военными строителями регламентировался «Положением о военно-строительных отрядах Министерства обороны СССР», введенным в действие приказом Министра обороны СССР от 8 марта 1965 года № 60, а затем приказом от 30 мая 1977 года № 175, и общевоинскими уставами Вооружённых Сил СССР. В соответствии с вышеуказанным Положением, военному строителю за работу на строительном объекте начисляется зарплата, из которой вычитается стоимость питания, обмундирования, банно-прачечных услуг, культурных мероприятий и других видов обеспечения, объединяемая в вещевую задолженность. После увольнения в запас и окончательных расчетов военному строителю направляется денежный перевод с заработанными деньгами, либо исполнительный лист на погашение вещевой задолженности. Военным строителям, занятым в наряде по части или находящимся в санчасти, начисляется средняя для их подразделения зарплата.
В отличие от военных строителей, военнослужащие проходящие в ВСО и овср срочную службу, обеспечивались бесплатными продовольственным, вещевым и другими видами довольствия, установленными для данной категории, на равных основаниях с военнослужащими ВС СССР.
Курсанты учебных частей и подразделений — военных школ младших специалистов (командиров отделений — бригадиров), в период обучения в данных военных школах, военными строителями не являлись, а имели статус военнослужащих.

#### Строительные части
Наряду с военно-строительными отрядами в Министерстве обороны СССР имелись воинские части, предназначенные для выполнения специальных строительных работ. В противоположность ВСО, строительные части, подчинённые Министерству обороны, являлись обычными воинскими частями и входили в состав Вооружённых Сил СССР — в зависимости от подчинённости тому или иному управлению или службе ВС СССР:
- подчинённые строительным Главкам МО СССР — в состав Тыла Вооружённых Сил СССР;
- подчинённые Управлению начальника войск связи — в состав Войск связи;
- подчинённые Центральному управлению капитального аэродромного строительства и начальнику тыла ВВС СССР — в состав Военно-воздушных сил СССР;
- подчинённые Морской инженерной службе (МИС)[9] флотов ВМФ СССР — в состав Военно-Морского Флота СССР, и т. д.

Содержались строительные части МО СССР, в отличие от хозрасчётных ВСО, на средства Министерства обороны.
Строительные части полностью комплектовались военнослужащими, что диктовалось условиями обеспечения лучшей управляемости при выполнении работ и поддержания среди личного состава высокого уровня воинской дисциплины. Общая численность строительных частей по сравнению с численностью военно-строительных отрядов и рот была невелика, основной их состав был сосредоточен в зарубежных группах войск — к примеру, в ГСВГ (57-я военно-строительная бригада), в ОКСВА (342-е управление инженерных работ), в составе советских войск в Монголии и т. д.
Кроме того, аналогичные по типу и составу строительные части имелись также в составе отдельных силовых и гражданских министерств (ведомств), например: МВД, КГБ, Главспецстрой, Минсредмаш, Минсвязи СССР и др. Как и строительные части МО СССР, данные части не были хозрасчётными, а содержались за счёт средств соответствующих министерств и ведомств, и были полностью укомплектованы военнослужащими. Некоторые из этих строительных частей также дислоцировались за рубежом (к примеру, ВСЧ Минсредмаша СССР, работавшие на советско-германском предприятии «Висмут»). Отдельные гражданские министерства имели даже собственные высшие военно-учебные заведения для подготовки кадрового (офицерского) состава для подчинённых им военно-строительных частей, такие, например, как Минсредмаш и Минвостокстрой СССР.
Строительные части Внутренних войск МВД СССР и Пограничных войск КГБ СССР, наряду со строительными частями МО СССР, до 1989 года входили в структуру Вооружённых Сил СССР.
Строительные части в зависимости от решаемых ими задач в сфере строительства и других видов производства, представляли собой различные по типу воинские формирования: военно-строительные полки (всп), военно-строительные бригады (всбр), отдельные строительные батальоны (осб) и т. д.
Наиболее многочисленными среди строительных частей были аэродромно-строительные части (полки, бригады и отдельные батальоны), входившие в состав ЦУКАС ВВС СССР (с 1957 года — ГУАСС МО СССР, после 1963 года — ГУСС МО СССР), а также отдельные инженерно-аэродромные батальоны, подчинённые начальнику тыла ВВС СССР. В Вооружённых Силах — в составе Войск связи, а также в составе Министерства связи СССР — в подчинении Военно-восстановительного управления (ВВУ), наряду с обычными ВСО имелись строительные части связи, выполняющие задачи по строительству линейно-кабельных сооружений, телефонно-телеграфных линий связи и узлов, радиотрансляционных центров и т. п., например: отдельные линейно-кабельные батальоны, отдельные телеграфно-строительные роты и т. д.
Строительные части могли быть как отдельными, так и сводиться в бригады или управления начальника работ. Состав УНР также был непостоянен — в них могли входить разное количество автомобильных и военно-строительных батальонов или рот, реже полков, строительно-монтажных батальонов и управлений, батальонов механизации (в том числе дорожных работ), военно-пожарных команд, ремонтных баз и баз изготовления железобетонных изделий, различных складов и контор, кислорододобывающих и компрессорных станций, и т. п.

#### ВСЧ Министерства обороны СССР
История военно-строительных частей ВС СССР неразрывно связана с историей Красной Армии, в составе которой военно-строительные части, подразделения и даже соединения существовали уже в довоенный период. Ими было построено множество оборонительных сооружений, предприятий военно-промышленного комплекса, жилого фонда, коммуникаций и т. д., предназначенных для повышения обороноспособности молодого Советского государства, расквартирования военнослужащих Красной Армии и работников оборонных предприятий того периода. Так, например, история города Комсомольск-на-Амуре неразрывно связана с военнослужащими Особого военно-строительного корпуса РККА, совершивших в декабре 1933 — январе 1934 годов беспримерный 400-километровый «Ледовый переход» на лыжах по льду замёрзшей реки Амур из Хабаровска к селу Пермское (на месте которого стали возводить новый город). Особый строительный корпус просуществовал до 1941 года, в дальнейшем его личный состав составил костяк одного из боевых соединений, сражавшихся с немецко-фашистскими захватчиками.
В предвоенные годы военно-строительные части РККА и НКВД принимали участие практически во всех локальных военных конфликтах, которые вёл СССР в тот период, ведя военно-инженерное и коммуникационное строительство с целью обеспечения обороны, а также продвижения наступающих боевых частей ВС СССР.
В годы Великой Отечественной войны множество военно-строительных частей действовало в составах действующих фронтов и армий, возводя оборонительные укрепления на пути наступающего противника, прокладывая транспортные и другие коммуникации, кабельные и телефонно-телеграфные линии связи, строя радиоузлы и т. д. для обеспечения мобильности и боевого взаимодействия советских войск, зачастую неся потери в ходе боевых действий.
В послевоенный период основная численность военно-строительных частей была сосредоточена в Министерстве обороны под командованием Заместителя министра обороны по строительству и расквартированию войск (ЗамМО СССР по СиРВ). В его подчинении были пять главных управлений (Главков) и одно управление центрального подчинения:
- Главное квартирно-эксплуатационное управление Министерства обороны СССР (ГКЭУ МО СССР)[18];
- Главное военно-строительное управление Министерства обороны СССР (ГВСУ МО СССР)[18],
- Главное военно-строительное управление «Центр» Министерства обороны СССР (ГВСУЦ МО СССР)[18];
- Главное управление специального строительства Министерства обороны СССР (ГУСС МО СССР)[18];
- Организационно-плановое управление капитального строительства МО СССР (ОПУ МО СССР)[19];
- Главное управление строительной промышлиности Министерства обороны СССР (ГУСП МО СССР)[источник не указан 2989 дней];
- а также военно-строительные управления в каждом военном округе (группе войск) и на каждом из флотов.

##### Главное квартирно-эксплуатационное управление МО СССР
Главное квартирно-эксплуатационное управление (ГКЭУ) МО СССР было создано в 1978 году путём преобразования из Квартирно-эксплуатационного управления (КЭУ) Министерства обороны СССР, в свою очередь образованного в 1947 году путём разделения существовавшего с 5 декабря 1945 года Главного строительно-квартирного управления НКО СССР на два самостоятельных управления — КЭУ и Главное строительное управление. На КЭУ были возложены функции заказчика, с выполнением проектных работ по общевойсковому строительству, с последующей технической эксплуатацией и обслуживанием жилищного фонда Министерства обороны.
КЭУ (с 1978 года — ГКЭУ) находилась в ведении заместителя министра обороны по строительству и расквартированию войск, а руководство им осуществлял начальник Главного квартирно-эксплуатационного управления — заместитель начальника строительства и расквартирования войск.
ГКЭУ имело свои подразделения практически во всех гарнизонах, где располагались воинские части МО СССР — это были квартирно-эксплуатационные управления (КЭУ) и квартирно-эксплуатационные части (КЭЧ), их отдельные эксплуатационно-технические роты, базы и склады квартирно-эксплуатационной службы (КЭС). Все они имели свои номера — действительные и условные, например: 304-я квартирно-эксплуатационная часть гарнизона (в/ч пп 62351; Гардез, Афганистан); 3362-я центральная база материально-технических средств КЭС (в/ч 16949; Москва); 98-я отдельная эксплуатационно-техническая рота (в/ч пп 83444; Легница, Польша); 571-я отдельная эксплуатационно-техническая рота (в/ч 44762; Угольные Копи), и т. д.

##### Главное военно-строительное управление МО СССР
Главное военно-строительное управление (ГВСУ) МО СССР было создано на базе Главного строительного управления (ГСУ), образованного в 1947 году путём разделения Главного строительно-квартирного управления. На ГСУ (в дальнейшем ГВСУ) были возложены функции подрядчика общевойскового строительства и жилого фонда военных городков ВС СССР на территории Советского Союза, а также зарубежных группах и контингентах войск.

##### Главное военно-строительное управление «Центр» МО СССР
Главное военно-строительное управление «Центр» (ГВСУЦ) МО СССР было создано 27 января 1964 года на базе организаций Военно-строительного управления города Москвы (ВСУМ), строительного управления МВО, строительных управлений, специализированных управлений и 11 примышленных предприятий. Оно вело строительство преимущественно на территории Московского военного округа (включая г. Москву), а также строительство объектов в Крыму для руководящего состава страны, и даже объектов для Олимпиады-80.

##### Главное управление специального строительства МО СССР
Главное ордена Трудового Красного Знамени управление специального строительства (ГУСС) МО СССР было создано 23 января 1951 года путём переформирования из созданного ещё до войны Управления оборонительного строительства НКО СССР. К 1952 году в ГУСС входили 39 инженерно-строительных управлений, 5 инженерно-строительных бригад, 80 отдельных батальонов различного назначения, 11 отдельных рот, ремонтно-технические и авторемонтные мастерские, предприятия строительной индустрии, а также учебные, тыловые, медицинские и другие вспомогательные подразделения.
В июне 1957 года ГУСС и созданное в 1946 году Центральное управление капитального аэродромного строительства (ЦУКАС) ВВС СССР объединили в одно — Главное управление аэродромного и специального строительства (ГУАСС) МО СССР, куда вошли 47 отдельных аэродромно-строительных полков, 3 аэродромно-строительные бригады, 26 батальонов и военно-строительных отрядов, 13 управлений начальников аэродромных работ — из состава ЦУКАС ВВС СССР, а также части ГУСС — 9 управлении инженерных работ, 3 отдельных управления строительства полигонов, 38 инженерно-строительных и 9 монтажных участков, и другие части.
В 1963 году ГУАСС вновь было преобразовано в Главное управление специального строительства (ГУСС) МО СССР, которое осуществляло в основном строительство объектов космической и ракетно-ядерной инфраструктуры, объектов авиационной промышленности, объектов оборонных отраслей промышленности, и т. п. Деятельность ГУСС осуществлялась на территории СССР, а также на территориях около 15 других государств — стран Восточного блока и развивающихся социалистических стран.
В 1980-е годы в распоряжении ГУСС имелось несколько десятков отдельных инженерно-аэродромных рот и батальонов, а также аэродромно-строительных полков, которые строили и обслуживали аэродромы, где базировались авиачасти Армейской авиации, ВВС и ПВО, ВВС ВМФ СССР, а также авиачасти Внутренних войск МВД и Пограничных войск КГБ СССР.

#### ВСЧ других министерств и ведомств СССР
После окончания войны на Министерство обороны СССР систематически возлагалась задача обеспечения гражданских министерств рабочей силой путём формирования для них войсковых соединений, частей, военно-строительных отрядов, которые использовались в качестве строительных рабочих. Укомплектование этих формирований производилось путём ежегодного призыва молодого пополнения, а офицерским и сержантским составом за счёт кадров Советской Армии. Численность этих формирований из года в год возрастала.
На начало 1956 г. для выполнения строительства в Вооружённых Силах СССР содержались военно-строительные части численностью 231 015 военных строителей. Кроме того, вне норм численности Вооружённых Сил СССР имелись военно-строительные части численностью 73 095 военных строителей, и военно-строительные отряды численностью 218 880 чел. военных рабочих по призыву.
Кроме Министерства обороны СССР, военно-строительные части направлялись (отряжались) на выполнение строительных задач в иные министерства СССР. По выполнению поставленных задач, военно-строительные части перенаправлялись на другие объекты строительства в гражданской и военной сфере СССР, а также на строительство военных объектов зарубежных контингентов ВС СССР (ГСВГ, ЦГВ, ОКСВА и т. д.).

… 23 июня 1986 года военно-строительный отряд с Урала общей численностью до 600 человек в составе пяти рот и обслуживающего персонала, обеспеченный всем необходимым, вплоть до дров и угля (даже оружие выдали), отбыл на Украину…— Дневник ликвидатора последствий аварии на Чернобыльской АЭС
На начало 1956 г. имелись следующие военно-строительные формирования гражданских министерств:
- Министерство транспортного строительства СССР — железнодорожные войска, состоящие из семи железнодорожных корпусов, двадцати восьми бригад, пятнадцати отдельных полков, двух военных училищ, четырёх заводов и других учреждений, общей численностью 204 464 военнослужащих. До 40 % железнодорожных войск использовалось не по назначению — на строительстве вокзалов, производственных зданий, машинно-тракторных станций и жилых домов, не имеющих отношения к строительству железных дорог.
- Министерство автомобильного транспорта и шоссейных дорог СССР — Особый дорожно-строительный корпус в составе: штаба корпуса, шести дорожно-строительных дивизий, шестидесяти пяти отдельных батальонов, военного училища и других частей и учреждений, общей численностью 43 903 военнослужащих.
- Министерство связи СССР — одиннадцать отдельных линейно-кабельных и строительно-монтажных батальонов, общей численностью 5898 военнослужащих.
- Министерство среднего машиностроения СССР — две военно-строительные бригады, сорок пять военно-строительных полков, семьдесят три военно-строительных отряда, одно военно-техническое училище и другие войсковые части и учреждения, общей численностью 221 921 чел., из них 186 881 военнослужащий и 35 040 рабочих по призыву. Кроме того, в советско-германском акционерном обществе «Висмут» в ГДР и в горном обществе «Кварцит» в Румынии Министерство среднего машиностроения содержало одну инженерно-техническую бригаду и одну техническую роту соответственно, общей численностью 11 561 военнослужащий[12].
- Министерство внутренних дел СССР — дивизии, полки, батальоны и другие строительные организации, численностью 126 тысяч военнослужащих.
- Министерство авиационной промышленности СССР — три военно-строительных батальона, общей численностью 2 207 военнослужащих.
- Министерство морского флота СССР (Главсевморпутъ) — на строительстве аэродромов в районах Крайнего Севера (Диксон, Амдерма, Тикси и другие) работали три аэродромно-строительных полка, три батальона и один строительный участок, общей численностью 7293 военнослужащих.

Помимо указанных выше войсковых частей, Министерством обороны было сформировано и передано в октябре-декабре 1955 года гражданским министерствам 111 военно-строительных отрядов для строительства заводов порохов и взрывчатых веществ, общей численностью 2220 военнослужащих и 53 280 рабочих по призыву, из них:
- Министерству общего машиностроения — тридцать один военно-строительный отряд, численностью 620 военнослужащих и 14 880 рабочих по призыву;
- Министерству строительства предприятий металлургической и химической промышленности — тридцать три военно-строительных отряда, численностью 660 военнослужащих и 15 840 рабочих по призыву;
- Министерству строительства — тридцать один военно-строительный отряд, численностью 620 военнослужащих и 14 880 рабочих по призыву;
- Министерству химической промышленности — десять военно-строительных отрядов, численностью 200 военнослужащих и 4800 рабочих по призыву;
- Министерству бумажной и деревообрабатывающей промышленности — шесть военно-строительных отрядов, численностью 120 военнослужащих и 2880 рабочих по призыву.

Министерство обороны, помимо всех вышеперечисленных военных формирований, призывало и направляло в гражданские министерства в качестве рабочих, с зачетом работы в военную службу. В 1953 и 1955 гг. было призвано и направлено 51 165 таких рабочих, в том числе:
- Министерству угольной промышленности СССР — 41 665 рабочих на строительство новых угольных шахт и разрезов;
- Министерству строительства — 7000 рабочих для работы на строительстве № 508 (г. Совгавань); строительству Тбилисского метрополитена — 2500 человек.

Таким образом, общая численность всех военно-строительных соединений и частей гражданских министерств, с учётом переданных им военных рабочих по призыву, составляла на начало 1956 г. 733 087 человек, из них 593 602 военнослужащих и 139 485 рабочих по призыву.
В 1956 г. Министр обороны СССР Г. К. Жуков и начальник Генерального штаба В. Д. Соколовский сообщали:

Использование в промышленности труда военнослужащих является нарушением Конституции СССР, так как согласно статье 132 Конституции воинская служба, представляющая собой почетную обязанность граждан СССР, должна проходить в рядах Вооружённых Сил СССР, а не в строительных организациях гражданских министерств СССР. Вполне естественно, в связи с этим, резкое недовольство военнослужащих, направленных на работу в военно-строительные части и, в частности, в военно-строительные отряды. Они сразу же сознают своё ложное положение формально призванных в ряды Советской Армии, фактически же используемых вне армии в качестве рабочей силы. Факты показывают, что эти военнослужащие рассматривают использование их на работах вместо службы в армии незаконным и многие из них выражают протест во всевозможных формах, вплоть до открытого неповиновения и дезертирства…
… Практика многих лет показывает, что строительные организации гражданских министерств плохо организуют производственную деятельность военно-строительных частей и отрядов и совершенно беззаботно относятся к материально-бытовому обеспечению их, вследствие чего производительность труда рабочих строительных частей и отрядов является крайне низкой, а заработки малы. Все это приводило раньше и приводит сейчас к массовым случаям возмущения, невыхода на работу, дебошам, дракам и серьезным нарушениям общественного порядка…
… материально-бытовое устройство отрядов неудовлетворительное, а некоторые из них находятся в очень тяжёлых материально-бытовых условиях. Так, например: 1052 военно-строительный отряд был размещен в ноябре 1955 года в недостроенном помещении. Рабочие спали одетыми, так как температура в комнатах не превышала +3 градуса. В течение месяца рабочих не мыли в бане и не меняли у них белье, в результате чего появилась вшивость. 75 рабочих отряда получили тяжелое простудное заболевание. Несмотря на сильные морозы, рабочим не выдавали валенки, вследствие чего они работали на холоде в сапогах, а во время перевозки к месту работ обматывали себе ноги разным тряпьем. Десять рабочих в этом отряде получили сильное обморожение ног. Медицинское обслуживание и питание поставлено крайне плохо. В ноябре-декабре 1955 года рабочим отряда не выдавалась зарплата.
В отрядах Министерства общего машиностроения положение ещё хуже: рабочие живут в неотапливаемых помещениях, пища готовится под открытым небом при морозе в 30—40 градусов. В отрядах имеется по 10—15 человек обмороженных.
Все указанные выше условия крайне отрицательно сказываются на состоянии дисциплины и приводят к неповиновению начальникам, массовым самовольным отлучкам, кражам, пьянству, дракам и нарушению общественного порядка в таких масштабах, что в отдельных случаях требовалось вмешательство войск и милиции.

### Министерства и ведомства, имевшие в своём составе строительные части
Ниже приведён неполный список министерств и ведомств Советского Союза, имевших в своём подчинении строительные части.

##### Главспецстрой
31 марта 1951 года, с целью создания системы ПВО «Беркут» вокруг Москвы, на основе Строительной организации Главпромстроя Министерства внутренних дел СССР создаётся Строительное управление № 565 (СУ № 565) МВД СССР.
16 марта 1953 года Строительное управление № 565 передаётся из МВД СССР в состав 3-го главного управления при СМ СССР, а затем после слияния последнего с 1-м главным управлением 26 июня 1953 года — в состав Министерства среднего машиностроения СССР.
13 июля 1953 года СУ № 565 преобразовывается в Главное управление специального строительства (Главспецстрой) с присоединением специализированных управлений из состава бывших 1-го и 3-го главков при СМ СССР. Целью создания стало решение задач по строительству особо важных оборонных объектов. Общая численность сотрудников Главспецстроя в этот период составляла: 42 тысячи военных строителей и 50 тысяч спецконтингента — заключённых исправительно-трудовых учреждений. В октябре 1953 года в составе Главспецстроя было организовано Ленинградское управление для строительства спецобъектов системы ПВО.
16 марта 1954 года Главспецстрой вновь передаётся из ведения Министерства среднего машиностроения в ведение МВД СССР. С 1955 года масштаб деятельности Главспецстроя расширился — в различных регионах им осуществлялось строительство объектов космической инфраструктуры, к которым относятся Центр управления полетами (ЦУП) в г. Королёве Московской области, завод «Энергомаш» в г. Химки, завод «Прогресс» в г. Куйбышев, испытательные стенды в г. Верхняя Салда и многие другие.
8 мая 1956 года Главспецстрой окончательно был выведен из состава МВД СССР и в дальнейшем входил в состав различных министерств и ведомств Советского Союза: Минстроя СССР, Минстроя РСФСР, Минмонтажспецстроя РСФСР, Госмонтажспецстроя СССР, Минмонтажспецстроя СССР. В последний год существования СССР: c 5 сентября 1990 года — Главспецстрой при Совмине СССР, c 28 ноября 1991 года — Главспецстрой РСФСР (как ведомство на правах Госкомитета РСФСР).
Главспецстрой также осуществлял строительство объектов авиационной промышленности. С 1970 года строители Северодвинского управления Главспецстроя участвовали в создании производственных мощностей по строительству и ремонту атомных подводных лодок.
Обладая собственной мощной стройиндустрией, Главспецстрой год за годом осваивал выпуск новых серий жилых домов. Им было построено и сдано более 17 миллионов квадратных метров благоустроенного жилья, было осуществлено строительство различных по назначению объектов соцкультбыта, в том числе — уникального велотрека в Крылатском.

##### Дальспецстрой
Постановлением ЦК КПСС и Совета министров СССР № 1040 от 23 ноября 1979 года в составе Министерства строительства в восточных районах СССР создаётся Главное управление специального строительства в районах Дальнего Востока и Забайкалья (Главспецдальстрой). В 1980-е годы при участии военных строителей Главспецдальстроя в различных регионах Дальнего Востока и Забайкалья были возведены десятки объектов оборонных отраслей промышленности общей площадью 250 тысяч квадратных метров, объекты социальной сферы, коммунального хозяйства и жилья.
В целях выполнения Постановления СМ СССР № 503 от 21 апреля 1988 года, Приказом Министра строительства в восточных районах СССР № 011 от 4 августа 1988 года на базе Главспецдальстроя в Хабаровске было создано УССТ № 7 «Дальспецстрой». В 1990 году, в связи с упразднением Минвостокстроя СССР, Постановлением Совета министров РСФСР от 11 августа 1990 года № 289 был образован Российский государственный концерн по строительству в восточных районах РСФСР (Росвостокстрой), в ведение которого с 1 января 1991 года был передан «Дальспецстрой».
Впоследствии — уже в федеральный период, в соответствии с Постановлением Правительства РФ от 25 марта 1993 года № 248 и Приказом Председателя Госкомитета России по вопросам архитектуры и строительства от 6 апреля 1993 года № 17-24 «Дальспецстрой» был реорганизован в Федеральное специализированное управление по строительству в восточных районах Российской Федерации (ФСУ «Дальспецстрой»).

##### ВВУ Министерства связи СССР
В соответствии со постановлением Совета народных комиссаров СССР от 13 февраля 1942 года № 187-102с в составе Народного комиссариата связи было сформировано Военно-восстановительное управление (ВВУ) с целью осуществления руководства всеми воинскими частями по восстановлению, ремонту и строительству линейно-кабельных сооружений, телефонно-телеграфных и радиотрансляционных узлов, радиостанций и почтовых предприятий на территории, освобожденной от немецких оккупантов.
Приказом Министра связи Российской Федерации № 425 от 25 декабря 1991 года Военно-восстановительное управление переименовано в Главное военное эксплуатационно-восстановительное управление Министерства связи Российской Федерации.

##### ЦДСУ Министерства обороны СССР
Постановлением Совета министров СССР № 272 в 1988 году было создано Центральное дорожно-строительное управление Министерства обороны СССР (ЦДСУ МО СССР) для строительства автомобильных дорог общего пользования и для внутрихозяйственных нужд в рамках программы «Дороги Нечерноземья». Им за период с 1988 по 1992 годы было построено более 2000 км автомобильных дорог.
Указом Президента Российской Федерации от 8 декабря 1992 года № 1550 оно было реорганизовано в Федеральное дорожно-строительное управление при Министерстве обороны Российской Федерации (ФДСУ при Минобороны России).

##### Министерство среднего машиностроения СССР
Военно-строительные части министерства были созданы для строительства и обслуживания объектов атомной промышленности СССР. С их участием, в частности, были построены Ленинградская и Игналинская атомные электростанции, а также их города-спутники — Сосновый Бор и Висагинас.
При реорганизациях министерств и ведомств военно-строительные подразделения были переданы в 1989 году Министерству атомной энергетики и промышленности СССР, в 1992 году Министерству по атомной энергии Российской Федерации, а в 1999 году Федеральному агентству специального строительства.

#### Военно-строительные части в Афганской войне
С момента ввода советских войск в Афганистан в 1979 году остро стал вопрос о расквартировании личного состава. Практически все воинские части ОКСВА во избежание лишних людских потерь и большей оперативности, были размещены вне населённых пунктов, практически на необжитых участках местности. Первоначально все военные городки ОКСВА представляли собой палаточные городки с минимумом бытовых удобств, что негативно сказывалось на боеготовности войск. Требовалось в кратчайшие сроки создать обустроенные военные городки со всей необходимой инфраструктурой — водоснабжением, электроснабжением, канализацией, военно-административными зданиями (штабы, здания служб, караульные городки, гауптвахты), казармами, жилыми модулями для офицерского состава и вольнонаёмных, хозяйственными зданиями (магазины, медицинские пункты, столовые, склады, ремонтные мастерские, банно-прачечные комплексы, клубы, библиотеки), фортификационными и разделительными сооружениями по периметру воинских частей и парков боевой техники, строительством и обустройством складов ракетно-артиллерийского вооружения и складов горюче-смазочных материалов, строительством и обустройством аэродромов и т. п.
В связи с этим, с осени 1980 года в составе ОКСВА создаётся 342-е управление инженерных работ (342-е УИР) — соединение военно-строительных частей, сформированное для создания военной инфраструктуры. Организационно оно включало в свой состав 9 военно-строительных батальонов (из них 2 электротехнических и 1 сантехнический), 2 отдельные строительные роты.
На первоначальный момент под управление 342-го УИР была передана 159-я отдельная дорожно-строительная бригада (159-я одсбр), которая также занималась возведением военных объектов вплоть до момента переформирования её 1982 году в 58-ю отдельную автомобильную бригаду (58я оавтбр) автомобильных войск.
Выполнив задачи по обустройству соединений и частей 40-я армия, в 1982 году 159-й одсбр переформировали в 58-й оавтбр в соединение автомобильных войск, перенацелив её исключительно на выполнение грузоперевозок и снабжение воинских частей 40 армии продуктами, боеприпасами, горючим в своей зоне ответственности.
342-е УИР находилось в составе ОКСВА более 6 с половиной лет (с 1.10.1980 по 30.05.1987) с дислокацией штаба в Кабуле. За время его функционирования были возведены сотни военных городков с полностью налаженной инфраструктурой. Кроме этого, 342 УИР занималось возведением мостов и дорог на всей территории Афганистана.
Список воинских частей, входивших в состав 342-го управления инженерных работ:
- 2017-й отдельный строительно-монтажный батальон (электротехнических работ) (Пули-Хумри);
- 2018-й отдельный строительно-монтажный батальон (электротехнических работ) (Кабул);
- 2137-й отдельный строительно-монтажный батальон (сантехнических работ) (Кабул);
- 1110-й отдельный военно-строительный батальон (Пули-Хумри);
- 1112-й отдельный военно-строительный батальон (Хайратон);
- 1630-й отдельный военно-строительный батальон (Кундуз);
- 1705-й отдельный военно-строительный батальон (Шинданд);
- 1707-й отдельный военно-строительный батальон (Баграм);
- 1708-й отдельный военно-строительный батальон (Кабул);
- 773-я отдельная военно-строительная рота (Хайратон);
- 774-я отдельная военно-строительная рота (Кабул).

Состав до 1982 года 159-й отдельной дорожно-строительной бригады, позднее подчинённой 342-му УИР:
- 1720-й отдельный батальон мехнизации (дорожных работ) (Кабул);
- 2147-й отдельный батальон мехнизации (дорожных работ) (Шинданд);
- 126-й отдельный автомобильный батальон (Шинданд);
- 118-й отдельный ремонтный батальон (Кабул);
- 863-й отдельный автомобильный батальон (Кабул);
- 1582-й отдельный автомобильный батальон (Пули-Хумри).

#### Конец 1980-х — начало 1990-х годов
В 1980-е годы около 500 военно-строительных отрядов работало в 11 различных «гражданских» министерствах.
На июнь 1990-го военно-строительные части, кроме Вооружённых Сил СССР, имелись ещё в 22 министерствах и ведомствах, общая штатная численность превышала 330 тысяч военнослужащих и военных строителей.
Военно-строительные формирования имелись, например, в Главспецстрое при Министерстве монтажных и специальных строительных работ СССР, Министерстве мелиорации и водного хозяйства СССР, в республиканских министерствах (например, в Министерстве строительства в восточных районах РСФСР и т. д.).
В 1990 году Президент СССР Михаил Горбачёв под давлением общественности издаёт Указ о начале расформирования военно-строительных частей, подчинённых большинству гражданских министерств и ведомств СССР:

4. Расформировать в 1992 году военно-строительные отряды (части), работающие на сооружении объектов народнохозяйственного назначения в гражданских министерствах и ведомствах, кроме Минатомэнергопрома СССР, Минсвязи СССР, Росвостокстроя и Главного управления специального строительства при Совете Министров СССР.
В связи с этим прекратить призыв граждан СССР на действительную срочную военную службу в указанные военно-строительные отряды (части) начиная с осени 1991 года.
Высвобождаемую после расформирования военно-строительных отрядов (частей) численность военнослужащих и военных строителей направлять на укомплектование военно-строительных отрядов (частей) Министерства обороны СССР.
Совету Министров СССР в первом квартале 1991 года утвердить порядок и конкретные сроки расформирования военно-строительных отрядов (частей), работающих в Минатомэнергопроме СССР, Минсвязи СССР, Росвостокстрое и Главном управлении специального строительства при Совете Министров СССР.
— Указ Президента СССР № УП-1048 от 15 ноября 1990 года

### Российская Федерация
После распада СССР, 7 мая 1992 года создаются Вооружённые Силы Российской Федерации, в которых расформирование военно-строительных частей начатое в 1990 году, в связи с политическими процессами, протекавшими на тот период в стране, замедлилось.
11 февраля 1993 года выходит первый российский Закон № 4455-1 «О воинской обязанности и военной службе» одновременно с Постановлением Верховного Совета РФ № 4457-1 «О порядке введения в действие Закона „О воинской обязанности и военной службе“». В последнем Президенту Российской Федерации и Правительству России статьёй 13 предлагается завершить в ранее установленные сроки расформирование военно-строительных отрядов (частей) гражданских министерств, государственных комитетов и ведомств, предприятий, учреждений и организаций.

#### Военно-строительные части
На основании вышеупомянутого Постановления Верховного Совета РФ № 4457-1 принимается решение продолжить процесс расформирования попавших под сокращение военно-строительных частей гражданских министерств и ведомств, начатый в 1990 году (за исключением особо оговорённых) с учётом вновь установленных сроков. Таким образом военно-строительные отряды (части) гражданских министерств и ведомств, попавшие под сокращение, к концу 1990-х годов постепенно расформировываются. В итоге к началу 2000-х годов было сокращено 918 военно-строительных отрядов, 119 отдельных военно-строительных рот и около 40 других подразделений — всего более 450 000 человек.
Военно-строительные части, подчинённые Министерству обороны Российской Федерации, а также другим министерствам и ведомствам, чьи формирования не попали под расформирование, в тот же период также подвергаются сокращению с целью оптимизации расходов на содержание ВС РФ, но лишь частичному. Многие из военно-строительных частей остаются в составе Минобороны и других ведомств до второй половины 2000-х годов без каких-либо существенных реорганизаций. Например: 151-й военно-строительный отряд МИС СФ (в/ч 49354, Североморск), 315-й военно-строительный полк (в/ч 10892, Алабушево; с 1995 года — в/ч 75009, с 2000 года — в/ч 78000, Химки) в составе Главспецстроя (затем ФУСС России, Росспецстроя, с 1998 года — в составе Минобороны России), и т. д.
14 декабря 1993 года утверждаются новые Общевоинские уставы Вооруженных Сил Российской Федерации, действие которых практически в полной мере распространяется и на военных строителей военно-строительных отрядов (частей) Министерства обороны, а также других министерств и ведомств Российской Федерации (так же, как и принятых годом ранее Временных общевоинских уставов):

3. Распространить действие общевоинских уставов Вооруженных Сил Российской Федерации на: <…> военных строителей военно-строительных отрядов (частей) Министерства обороны Российской Федерации, других министерств и ведомств Российской Федерации (кроме вопросов организации и несения караульной службы). Особенности организации и несения гарнизонной службы военными строителями определить Министерству обороны Российской Федерации.
— Указ Президента Российской Федерации от 14 декабря 1993 года № 2140 «Об утверждении общевоинских уставов Вооруженных Сил Российской Федерации» (исходная редакция)
В период 1997—1998 годов, в связи с образованием Росспецстроя и принятием «Положения об инженерно-технических и дорожно-строительных воинских формированиях Российской Федерации», все не подвергшиеся сокращению военно-строительные части при федеральных органах исполнительной власти (в 1997 году влившихся в Росспецстрой), переводятся в состав военно-строительных управлений Министерства обороны Российской Федерации, либо в непосредственное подчинение начальнику Службы расквартирования и обустройства Минобороны России. Остальные военно-строительные части при федеральных органах исполнительной власти, не подвергшиеся переводу в состав Минобороны — расформировываются, например: 316-й и 317-й военно-строительные полки (в/ч 75010 и в/ч 75013, соответственно, Химки) в составе Росспецстроя, и т. д.
В конце 1990-х — первой половине 2000-х годов военно-строительные части Минобороны России осуществляли деятельность в составе различных военно-строительных управлений Министерства обороны, в ряде случаев передаваясь из подчинения одного управления другому.
В начальный период существования ВС РФ военнослужащие военно-строительных формирований продолжали носить униформу и знаки различия, установленные для военных строителей и военнослужащих строительных частей и военно-строительных отрядов ВС СССР. В 1994 году принимаются новые «Правила ношения военной формы одежды военнослужащими Вооружённых Сил Российской Федерации», статьёй 115 которых всем военнослужащим вместо нарукавного знака по роду войск (службы), установленного для военнослужащих ВС СССР, предписывалось носить знак с российским триколором, надписями «Россия» и «Вооружённые Силы». В соответствии с этим военные строители и военнослужащие военно-строительных частей постепенно переходят на новую униформу и нарукавные знаки, продолжая одновременно с этим носить петличные эмблемы старого образца.
В 1998 году утверждаются знаки различия по принадлежности к видам ВС РФ, родам войск и службам, согласно которым для военно-строительных частей отдельных знаков различия (эмблем) не предусматривалось, в связи с чем военные строители и военнослужащие данных воинских формирований переходят на знаки различия и эмблемы Вооружённых Сил Российской Федерации, установленные для Инженерных войск (аэродромные ВСЧ — на эмблемы ВВС, ВСЧ связи — Войск связи соответственно, и т. п.).

##### Реформа 2005—2007 годов
В 2002 году выполнение работ по специальному строительству было передано от Военно-строительного комплекса Минобороны России — Спецстрою России, после чего ВСК Минобороны был полностью переориентирован на выполнение задач по созданию и поддержанию жилого и нежилого фондов министерства.
В 2003 году, вместе с формированием основного состава инженерно-технических воинских формирований при федеральном органе исполнительной власти — Спецстрое России, вышел Указ Президента Российской Федерации № 1365, вносящий в том числе и изменения в третий абзац пункта 3 Указа Президента России от 14 декабря 1993 года № 2140 «Об утверждении общевоинских уставов Вооруженных Сил Российской Федерации», распространяющий действие Общевоинских уставов ВС РФ на «военных строителей военно-строительных отрядов (частей) Министерства обороны, а также других министерств и ведомств Российской Федерации».
В новой редакции упразднялась такая категория, как «военные строители»; теперь действие Общевоинских уставов распространялось на: «военнослужащих инженерно-технических и дорожно-строительных воинских формирований при федеральных органах исполнительной власти».
Одновременно с этим в Минобороны России начался постепенный процесс сокращения ВСЧ, находящихся в его подчинении — в первую очередь военно-строительных отрядов (частей), укомплектованных военными строителями.
19 января 2005 года выходит Распоряжение Правительства Российской Федерации № 38-р, запускающее процесс ликвидации военно-строительных органов управления и подчинённых им военно-строительных частей Министерства обороны (также в перечень ликвидируемых попали и некоторые военно-строительные органы управления Спецстроя России). В соответствии с данным Распоряжением, часть военно-строительных органов управления Минобороны (включая подчинённые им военно-строительные части) — расформировывается, другая часть — не попавшая в перечень ликвидируемых, передаётся в состав Спецстроя России путём реорганизации в ведомственные ФГУПы () и ФГУ.
В 2006 году министром обороны Российской Федерации С. Б. Ивановым было объявлено, что до конца года процессы ликвидации и передачи военно-строительных органов управления и подчинённых им военно-строительных частей Спецстрою завершатся, в связи с чем «стройбатов» в составе Минобороны не останется.
Тем не менее процесс ликвидации военно-строительных формирований и их органов управления в составе Минобороны России продолжался как минимум до 2007 года включительно, а в ряде случаев — до 2009 года.

#### Инженерно-технические воинские формирования
Во второй половине 1990-х годов Правительство России принимает решение свести все ведомства, осуществляющие деятельность в сфере специального и дорожного строительства, а также в сфере эксплуатации, восстановления и строительства сетей электросвязи (линейно-кабельных сооружений, телефонно-телеграфных и радиотрансляционных узлов, и т. п.) — в единый комплекс, имеющий в своём составе соответствующие инженерно-технические воинские формирования (являющиеся одним из видов инженерных войск), а также дорожно-строительные воинские формирования, предназначенные для реализации данных задач.
31 мая 1996 года выходит второй Федеральный закон «Об обороне», в котором инженерно-технические и дорожно-строительные воинские формирования при федеральных органах исполнительной власти, состоящие вне штатной численности ВС РФ, включены в число других войск, воинских формирований и органов, привлекаемых к выполнению отдельных задач в области обороны государства, наряду с Вооружёнными Силами:

Для выполнения отдельных задач в области обороны привлекаются инженерно-технические, дорожно-строительные воинские формирования при федеральных органах исполнительной власти…
— Федеральный закон Российской Федерации от 31 мая 1996 года № 61-ФЗ «Об обороне»
16 июля 1997 года происходит объединение всех ведомств РФ (исключая Министерство обороны Российской Федерации), имевших в своём составе воинские формирования, осуществлявших деятельность в сфере специального и дорожного строительства, а также эксплуатации, ремонта и строительства сетей электросвязи:
- Федерального управления специального строительства при Правительстве России (образованного 30 сентября 1992 года на основе Главспецстроя);
- ФСУ «Дальспецстрой» при Госстрое России;
- Главного военного эксплуатационно-восстановительного управления Госкомсвязи России;
- Центрального управления военно-строительных частей при Минатоме России.

В результате данного объединения образовывается Федеральная служба специального строительства (Росспецстрой) и утверждается структура вновь образованного федерального органа исполнительной власти, согласно которой в её состав входят инженерно-технические и дорожно-строительные воинские формирования, иные организации и органы управления ими, обеспечивающие наиболее важные специальные строительные работы.
6 октября 1997 года в Росспецстрой вошло Федеральное дорожно-строительное управление при Минобороны России, со всеми дорожно-строительными воинскими формированиями, ранее ему подчинявшимися.
Этими же организационно-штатными мероприятиями была установлена штатная численность военнослужащих Росспецстроя в количестве 20 тыс. единиц, и штатная численность военнослужащих центрального аппарата Росспецстроя в количестве 230 единиц (без учёта персонала по охране и обслуживанию зданий).
Одновременно с объединением, утверждается «Положение об инженерно-технических и дорожно-строительных воинских формированиях Российской Федерации», определившее структуру и виды воинских формирований, осуществляющих деятельность в сфере специального и дорожного строительства, а также строительства, ремонта и эксплуатации сетей электросвязи:

 Инженерно-технические и дорожно-строительные воинские формирования Российской Федерации (далее именуются — воинские формирования) являются составной частью сил, привлекаемых к обороне. В состав воинских формирований входят:
- органы управления;
- инженерно-технические воинские формирования :
  - военно-инженерные технические формирования специального строительства (военно-инженерные технические управления, инженерно-технические полки и другие инженерно-технические воинские части [подразделения]);
  - военно-инженерные технические формирования связи (инженерно-технические узлы и другие инженерно-технические воинские части [подразделения]);

- дорожно-строительные воинские формирования:
  - военные управления дорожного строительства, линейные дорожно-строительные управления, управления дорожно-строительных работ, дорожно-строительные полки и другие дорожно-строительные воинские части [подразделения];

- военные образовательные учреждения профессионального образования;
- медицинские, научные и другие организации.

— Положение об инженерно-технических и дорожно-строительных воинских формированиях Российской Федерации
В начале 1998 года выходит второй по счёту Федеральный закон «О воинской обязанности и военной службе», статьёй 2 которого для личного состава инженерно-технических и дорожно-строительных воинских формирований при федеральных органах исполнительной власти устанавливается военная служба:

Военная служба — особый вид федеральной государственной службы, исполняемой гражданами, не имеющими гражданства (подданства) иностранного государства, в Вооружённых Силах Российской Федерации…, в инженерно-технических, дорожно-строительных воинских формированиях при федеральных органах исполнительной власти…
— Федеральный закон Российской Федерации от 28 марта 1998 года № 53-ФЗ «О воинской обязанности и военной службе»
Однако окончательно процесс создания инженерно-технических воинских формирований при Росспецстрое к началу 1998 года так и не был завершён. По факту, к этому моменту существовали лишь единичные инженерно-технические воинские формирования и их органы управления, например: Западный инженерно-технический центр (в/ч 34075, Воркута) — существовавший её с советского периода, Инженерно-технический узел № 1 (в/ч 64656, Балашиха) — сформированный в 1996 году, и т. п.
30 апреля 1998 года, в соответствии с Указом Президента России № 483 «О структуре федеральных органов исполнительной власти», Росспецстрой упраздняется, а подчинённые ему воинские формирования передаются в состав ФАПСИ и Минобороны России.

##### Спецстрой России
4 февраля 1999 года Указом Президента Российской Федерации № 174 при Госкомитете России по строительной, архитектурной и жилищной политике вновь воссоздаётся структура для ведения деятельности в сфере специального строительства — Федеральное управление специального строительства при Госстрое России (ФУСС «Спецстрой России»). Этим же Указом в его состав возвращены все воинские формирования, ранее переданные в ФАПСИ и Минобороны России при расформировании Росспецстроя.
27 августа 1999 года ФУСС «Спецстрой России» вновь подвергается преобразованию, становясь федеральным органом исполнительной власти, подчинённым непосредственно Правительству России — Федеральной службой специального строительства при Правительстве Российской Федерации (Спецстроем России).
Устанавливается штатная численность военнослужащих инженерно-технических и дорожно-строительных воинских формирований, входящих в состав Спецстроя России: в количестве 14,7 тыс. единиц, в том числе штатная численность военнослужащих центрального аппарата Спецстроя — в количестве 120 единиц (без учёта персонала по охране и обслуживанию зданий).
Через год вновь образованную федеральную службу переподчиняют непосредственно Президенту России — теперь это Федеральная служба специального строительства Российской Федерации (Спецстрой России). Одновременно с переподчинением Спецстроя утверждается «Положение об инженерно-технических и дорожно-строительных воинских формированиях при Спецстрое России», определяющее органы управления, структуру и виды воинских формирований, осуществляющих деятельность в сфере специального и дорожного строительства, а также ремонта, эксплуатации и строительства сетей электросвязи, подчинённых конкретно Спецстрою.
В соответствии с вышеупомянутыми законодательными актами, в период с 1999 по 2005 год формируются новые инженерно-технические воинские формирования Спецстроя России: 3 инженерно-технических центра (один из них учебный) и 1 инженерно-технический центр (ИТЦ), существовавший ранее, 5 инженерно-технических узлов (иту) и 1 сформированный ранее, 5 инженерно-технических полков (итп), 10 инженерно-технических батальонов (итб), 1 инженерно-техническая рота (итр), имевшие статус отдельных воинских частей.
9 марта 2004 года Федеральная служба специального строительства переименовывается в Федеральное агентство специального строительства (Спецстрой России). Утверждается новое «Положение об инженерно-технических и дорожно-строительных воинских формированиях при Агентстве».
В связи с преобразованием увеличивается штатная численность военнослужащих инженерно-технических и дорожно-строительных воинских формирований при Спецстрое России: в количестве 18,2 тыс. единиц, в том числе штатная численность военнослужащих центрального аппарата Спецстроя в количестве 160 единиц [предельная численность — 295 единиц] (без учёта персонала по охране и обслуживанию зданий).

##### Реформа 2010—2012 годов
В конце 2010 года в Спецстрое России стартовала реформа, в ходе которой началось расформирование входящих в его состав инженерно-технических воинских формирований, в основном осуществляющих деятельность в сфере строительства, восстановления и эксплуатации сетей электросвязи — военно-инженерных технических формирований связи.
В августе 2011 года Директор агентства Григорий Нагинский сообщил, что до конца того же года Агентство полностью отделится от Минобороны России, став самостоятельной строительной организацией. Более 3 тыс. военных строителей будут уволены в запас, либо получат назначения на гражданские должности. Он подчеркнул, что в Спецстрое не останется и солдат по призыву, которых заменят рабочие из «дружественных нам республик». Самыми крупными из строек станут завершающие стадии строительства Новороссийской военно-морской базы и космодрома «Восточный».
22 ноября 2011 года выходит Указ Президента России № 1526сс, согласно которому Военное эксплуатационно-восстановительное управление связи Спецстроя России, а также все оставшиеся нерасформированными военно-инженерные технические формирования связи передаются в состав Минобороны России. Этим же Указом вносятся коррективы в «Положение об инженерно-технических и дорожно-строительных воинских формированиях при Спецстрое России».
Процесс ликвидации военно-инженерных технических формирований связи в Спецстрое продолжался как минимум до конца 2012 года — часть из них расформировывалась, другая часть передавалась в состав Министерства обороны.
К началу 2016 года штатная численность военнослужащих инженерно-технических воинских формирований (оставшихся в составе Спецстроя военно-инженерных технических формирований специального строительства), а также дорожно-строительных воинских формирований при Спецстрое России, согласно нормативно-правовым актам в последней редакции, составляла 17,2 тыс. единиц, штатная численность гражданского персонала данных воинских формирований — в количестве 5200 единиц, предельная численность федеральных государственных гражданских служащих центрального аппарата Спецстроя — в количестве 270 единиц (без учёта персонала по охране и обслуживанию зданий).

#### Реформа 2016—2017 годов
29 декабря 2016 года Президент Российской Федерации подписал Указ № 727 «Об упразднении Федерального агентства специального строительства». Согласно данному Указу, до 1 июля 2017 года Спецстрой России прекращает свою самостоятельную деятельность (позднее Распоряжением Правительства России от 14 февраля 2017 года № 259-р срок ликвидации Спецстроя был продлён до 1 октября 2017 года). Функции Спецстроя России и все инженерно-технические и дорожно-строительные воинские формирования, входящие в его состав, передаются Министерству обороны Российской Федерации, интегрируясь в структуру Военно-строительного комплекса Вооружённых Сил Российской Федерации.
28 марта 2017 года Президент России подписал Указ № 127, увеличивающий с 1 июля 2017 года штатную численность ВС РФ на 17,68 тыс. человек, что примерно равняется штатной численности военнослужащих воинских формирований Спецстроя России плюс численность федеральных госслужащих центрального аппарата Спецстроя, переводимых в результате упразднения последнего в состав Минобороны. Вследствие этого некоторыми военными аналитиками сделаны выводы о воссоздании в ВС РФ военно-строительных формирований на основе бывших воинских формирований Спецстроя.

### Звания
Звания военных строителей:
- военный строитель — рядовой;
- военный строитель — ефрейтор;
- военный строитель — младший сержант;
- военный строитель — сержант;
- военный строитель — старший сержант;
- военный строитель — старшина;
- военный строитель — прапорщик;
- военный строитель — старший прапорщик.

Лицам рядового и сержантского (старшинского) составов военно-строительных формирований, находящимся на положении военнослужащих, а также проходящим военную службу сверх срока, присваивались воинские звания рядового и сержантского (старшинского) составов армии, авиации и флота: от рядового (матроса) до старшины (главного корабельного старшины).

### Объекты
Объекты, построенные ВС СССР в СССР:
- Тбилисский метрополитен,
- город Ижевск,
- Слатинское водохранилище,
- все космодромы СССР,
- автомобильные дороги (дорожные войска),
- железные дороги (железнодорожные войска) и др.

### Комментарии
1. ↑  Вооружение ВСЧ как правило состояло из ограниченного количества учебного стрелкового оружия и табельного оружия офицерского состава.
2. ↑  Например: полное действительное наименование — 1039-й военно-строительный отряд; сокращённое действительное наименование — 1039 ВСО и т. п.
3. ↑  Например: войсковая часть № 74121 и т. п.
4. ↑  В современном понимании ВСО и овср можно отнести к коммерческим военным организациям, наряду с другими военными организациями оборонно-промышленного и военно-строительного комплексов, таких как: промышленные предприятия (заводы и т. п.), проектные и научно-исследовательские институты, и т. д., с той лишь разницей, что в вышеперечисленных организациях, наряду с наличием в их управлении должностей, подлежавших замещению военнослужащими, основу персонала составляли (и составляют) гражданские специалисты, а не военные строители. Военные организации имели (и имеют) действительное полное и сокращённое наименование предприятия, а зачастую и условное наименование (в/ч или п/я).
5. 1 2  Действие Устава гарнизонной и караульной служб — только в части гарнизонной службы.
6. ↑  На должностях, находясь на которых не предусматривалось участие в производственном процессе.
7. ↑  Только в том случае, если согласно производственному процессу взвод не являлся единой производственной бригадой, а состоял из самостоятельных бригад-отделений.
8. ↑  В том случае, если согласно производственному процессу взвод являлся единой производственной бригадой.
9. ↑  С 1989 года — Минатомэнергопром СССР.
10. ↑  До 1986 года — Министерство строительства СССР в районах Дальнего Востока и Забайкалья.
11. ↑  Данная должность была введена официально в 1981 году.

### Сноски
1. ↑  Приказ Министра обороны СССР № 191 от 26 июля 1969 года. «О введении в действие Правил ношения военной формы одежды военнослужащими Советской Армии и Военно-Морского Флота». C приложением № 1 «Правила ношения военной формы одежды военнослужащими Советской Армии и Военно-Морского Флота». Сайт «Ведомственная геральдика». Дата обращения: 20 апреля 2017. Архивировано 1 марта 2017 года.
2. 1 2  Приказ Министра обороны Российской Федерации № 255 от 28 июля 1994 года. «О введении в действие Правил ношения военной формы одежды военнослужащими Вооружённых Сил Российской Федерации». C приложением «Правила ношения военной формы одежды военнослужащими Вооружённых Сил Российской Федерации». СПС «Кодекс». Дата обращения: 20 апреля 2017. Архивировано 15 января 2018 года.
3. ↑  Доклад Главного военного прокурора СССР генерал-лейтенанта юстиции А. Ф. Катусева на заседании членов Комитета Верховного Совета СССР по вопросам обороны и государственной безопасности, июнь 1990 года.
4. ↑  Военно-исторический журнал, 1991, № 2.
5. 1 2 3 4  «Сержант», 2016, № 50, с. 3.
6. 1 2 3 4 5 6 7  Феськов, 2013, VI. Военно-строительные учреждения и части.
7. 1 2 3 4 5 6 7  Положение о ВСО МО СССР 1965 года.
8. 1 2 3 4 5 6  Положение о ВСО МО СССР 1977 года.
9. ↑  Андрей Гавриленко. 50 лет на службе флоту : Армия и общество : [арх. 14 сентября 2013] // Красная звезда : газ. — 2008. — 18 декабря.
10. 1 2 3  «Сержант», 2016, № 50, с. 8.
11. ↑  «57 военно-строительная бригада». Дата обращения: 2 марта 2013. Архивировано 6 января 2014 года.
12. 1 2  Строительные организации. (войсковые части, военно-строительные отряды, монтажно-строительные организации). Союз офицеров-ветеранов ВСЧ АЭП. — 25525.ru. Дата обращения: 28 апреля 2017. Архивировано 7 апреля 2018 года.
13. 1 2  «Ледовый переход» из Хабаровска в Комсомольск. (26 декабря 1933 года). Центральная городская библиотека имени Н. Островского. — г. Комсомольск-на-Амуре. Дата обращения: 28 апреля 2017. Архивировано 25 января 2017 года.
14. ↑  Фронты, армии, группы войск Дальнего Востока (1929—1941 гг.) : Управление Дальневосточного фронта :   РГВА. Ф. 34725. Д. 600 (1940—1941 гг.). // Центральный государственный архив Советской армии : Путеводитель : в 2 т. / редкол. Л. В. Двойных ; М. В. Стеганцев ; Т. Ф. Каряева (отв. сост.) ; сост. Н. Н. Волкова [и др.]. — М. : РГВА, 1991. — Т. 1, Разд. VII : Органы фронтового и армейского управления. — С. 397. — 408 с. — ISBN 1-879944-02-2.
15. ↑  Перечень № 8 Полевых управлений фронтов и армий, управлений оперативных групп, корпусов, дивизий, бригад, укреплённых районов и бригадных авиационных районов, а также полков, отдельных батальонов и других подразделений и учреждений, входивших в состав действующей армии за период боевых действий у оз. Хасан в 1938 году, на р. Халхин-Гол в 1939 году, при освобождении Западной Белоруссии и Западной Украины в 1939 году и за время Советско-Финляндской войны 1939—1940 гг. / А. П. Покровский. — М.: Министерство обороны, 1956. — 331 с.
16. ↑  Перечень № 23. Военно-строительных учреждений и частей Главного управления оборонительного строительства Народного комиссариата обороны СССР и Главного военно-строительного управления при Совете народных комиссаров СССР, входивших в состав Действующей армии в годы Великой Отечественной воины 1941—1945 гг. Приложение к Директиве ГШ ВС СССР от 1 октября 1960 года № 170481. TeatrSkazka.com. Дата обращения: 22 мая 2017. Архивировано 11 мая 2017 года.
17. ↑  Перечень № 22 Отдельных батальонов, дивизионов, рот, колонн и отрядов связи, входивших в состав действующей армии в годы Великой Отечественной войны 1941-1945 гг. / Грылев А.. — М.: Министерство обороны, 1970. — 405 с.
18. 1 2 3 4  Феськов, 2013.
19. ↑  Приказ Министра обороны СССР № 190 от 3 июля 1987 года. «О введении в действие Руководства о порядке планирования капитальных вложений, подрядных работ и утверждения титульных списков в Министерстве обороны СССР». Информационный портал «Правовая Россия». — Статья 10 приложения № 1 к Приказу МО СССР 1987 года № 190 «Руководство о порядке планирования капитальных вложений, подрядных работ и утверждения титульных списков в Министерстве обороны СССР». Дата обращения: 20 апреля 2017. Архивировано из оригинала 24 марта 2017 года.
20. ↑  О компании. Дата обращения: 18 мая 2017. Архивировано 25 мая 2017 года.
21. ↑  В Министерстве обороны прошло чествование ветеранов военного строительства. Новости: В мире. Интернет-портал Минобороны России (24 января 2017). — Mil.ru. Дата обращения: 20 апреля 2017. Архивировано 24 марта 2017 года.
22. ↑  Записка Г. К. Жукова и В. Д. Соколовского в ЦК КПСС о дальнейшем сокращении Вооружённых Сил СССР. 9 февраля 1956 г. Георгий Жуков: Стенограмма октябрьского (1957 г.) пленума ЦК КПСС и другие документы. Архив А. Н. Яковлева. — «…  АП РФ. Ф. 3. Оп. 50. Д. 299. Л. 26—34.». Дата обращения: 26 апреля 2017. Архивировано 9 июля 2014 года.
23. 1 2  Записка Г. К. Жукова и В. Д. Соколовского в ЦК КПСС о сокращении численности военно-строительных частей. 18 января 1956 г. Георгий Жуков: Стенограмма октябрьского (1957 г.) пленума ЦК КПСС и другие документы. Архив А. Н. Яковлева. — «…  АП РФ. Ф. 3. Оп. 50. Д. 337. Л. 46—57.». Дата обращения: 26 апреля 2017. Архивировано 12 апреля 2011 года.
24. 1 2    ГАХК. Ф. Р-2060. Оп. 1. Ед. хр. 232 (232 ед. хр.).
25. ↑  Архивированная копия. Дата обращения: 5 июня 2014. Архивировано 25 октября 2014 года.
26. ↑  Состав Ограниченного контингента советских войск в Афганистане (ОКСВА) в период 25.12.1979—15.02.1989 гг. Дата обращения: 2 марта 2013. Архивировано из оригинала 13 апреля 2014 года.
27. ↑  Экс-министр обороны СССР маршал Д. Т. Язов. Интервью телеканалу «Киев», 12.08.2008. Дата обращения: 1 апреля 2011. Архивировано 31 мая 2012 года.
28. ↑  Доклад Главного военного прокурора генерал-лейтенанта юстиции А. Ф. Катусева на заседании членов Комитета Верховного Совета СССР по вопросам обороны и государственной безопасности, июнь 1990 года
29. 1 2  Указ Президента СССР № УП-1048 от 15 ноября 1990 года.
30. ↑  Закон Российской Федерации от 11 февраля 1993 года № 4455-1. «О воинской обязанности и военной службе». Вместе с Постановлениями Верховного Совета России от 11.02.1993 № 4456-1 «О повторном рассмотрении Закона РФ "О воинской обязанности и военной службе"» и № 4457-1 «О порядке введения в действие Закона РФ "О воинской обязанности и военной службе"». АО «Кодекс». Дата обращения: 20 апреля 2017. Архивировано 20 апреля 2017 года.
31. ↑  Распоряжение Президента РФ от 30.11.1992 № 748-рп «О расформировании военно-строительных частей, работающих в распоряжении Департамента строительства г. Москвы». Дата обращения: 22 августа 2015. Архивировано 26 сентября 2015 года.
32. 1 2  «Сержант», 2016, № 50, с. 7.
33. 1 2 3 4  Важнейшие этапы строительства полка. История. 315 военно-строительный полк. — 315vsp.ru. Дата обращения: 24 апреля 2017. Архивировано из оригинала 26 апреля 2017 года.
34. ↑  Указ Президента Российской Федерации от 16 сентября 1992 года № 1074. «Об утверждении временных общевоинских уставов Вооруженных Сил Российской Федерации». Сайт Президента России. — Kremlin.ru. Дата обращения: 20 апреля 2017. Архивировано 20 апреля 2017 года.
35. ↑  Указ Президента Российской Федерации от 14 декабря 1993 года № 2140. «Об утверждении общевоинских уставов Вооруженных Сил Российской Федерации». СПС «Право.ру». Дата обращения: 4 мая 2017.
36. 1 2 3  Указ Президента Российской Федерации от 6 октября 1997 года № 1066. «О мерах по обеспечению деятельности Федеральной службы специального строительства России». Вместе с «Положением о Федеральной службе специального строительства России» и «Положением об инженерно-технических и дорожно-строительных воинских формированиях Российской Федерации». Сайт Президента России. — Kremlin.ru. Дата обращения: 20 апреля 2017. Архивировано 6 апреля 2017 года.
37. ↑    ГА РФ. Ф. 10077. Оп. 9. Д. 55. 82 л. (Ликвидационный акт по результатам расформирования в/ч 75010).
38. ↑    ГА РФ. Ф. 10077. Оп. 10. Д. 45. 58 л. (Ликвидационный акт по результатам расформирования в/ч 75013).
39. ↑  Сергей Князьков. Москва не сразу строилась… : Армия и общество : [арх. 27 февраля 2017] // Красная звезда : газ. — 2004. — 7 августа.
40. ↑  Приказ Министра обороны СССР № 250 от 4 марта 1988 года. «О введении в действие Правил ношения военной формы одежды военнослужащими Советской Армии и Военно-Морского Флота». C приложением № 1 «Правила ношения военной формы одежды военнослужащими Советской Армии и Военно-Морского Флота». «Ведомственная геральдика». Дата обращения: 20 апреля 2017. Архивировано 10 октября 2021 года.
41. ↑  Приложение № 4. «Описание знаков различия по принадлежности к Вооружённым Силам Российской Федерации, видам Вооружённых Сил Российской Федерации, родам войск и службам военнослужащих Вооружённых Сил Российской Федерации». К приказу Министра обороны РФ № 15 от 14 января 1998 года «Об описании предметов военной формы одежды военнослужащих Вооружённых Сил Российской Федерации». СПС «Докипедия». — Dokipedia.ru. Дата обращения: 4 мая 2017.
42. ↑  Знаки различия по функциональному предназначению. Учреждены приказом Министра обороны Российской Федерации от 14 января 1998 года № 15 «Об Описании предметов военной формы одежды военнослужащих Вооружённых Сил Российской Федерации». Сайт «Ведомственная геральдика». Дата обращения: 4 мая 2017. Архивировано 15 июля 2017 года.
43. ↑  Приложение № 1. «Перечень изменений, вносимых в акты Президента Российской Федерации». К Указу Президента Российской Федерации от 19 ноября 2003 года № 1365 «Об изменении и признании утратившими силу некоторых актов Президента РСФСР и Президента Российской Федерации в связи с совершенствованием государственного управления в области безопасности Российской Федерации». Дата обращения: 4 мая 2017. Архивировано 17 июня 2022 года.
44. ↑  
|  | В Викитеке есть тексты по теме: «Указ Президента России от 14 декабря 1993 года № 2140 (редакция 2006 года)» |
45. ↑  Распоряжение Правительства Российской Федерации от 19 января 2005 года № 38-р. «О передаче, реорганизации и ликвидации ФГУПов, находящихся в ведении Минобороны России и Спецстроя России, и утверждении перечня ФГУПов и ФГУ, находящихся в ведении Спецстроя России». С приложениями «Перечень федеральных государственных унитарных предприятий, находящихся в ведении Минобороны России и Спецстроя России, подлежащих реорганизации и ликвидации» и «Перечень федеральных государственных унитарных предприятий, основанных на праве хозяйственного ведения, и федеральных государственных учреждений, находящихся в ведении Спецстроя России». Сайт Правительства России. Дата обращения: 20 апреля 2017. Архивировано 30 июля 2017 года.
46. ↑  Российские стройбаты будут расформированы. description= (17 ноября 2006). Дата обращения: 22 августа 2015. Архивировано из оригинала 26 сентября 2015 года.
47. ↑  Инженерные войска. Сухопутные войска. Интернет-портал Минобороны России. Дата обращения: 20 апреля 2017. Архивировано 21 апреля 2013 года.
48. ↑  Указ Президента Российской Федерации от 16 июля 1997 года № 727. «О совершенствовании управления специальным строительством в Российской Федерации». В редакции Указа Президента России № 1066 от 06.10.1997. Сайт Президента России. — Kremlin.ru. Дата обращения: 4 мая 2017. Архивировано 6 апреля 2017 года.
49. ↑  Указ Президента Российской Федерации от 27 августа 1999 года № 1117. «Вопросы Федеральной службы специального строительства при Правительстве Российской Федерации». Утратил силу на основании Указа Президента России № 1418 от 01.08.2000. Сайт Президента России. — Kremlin.ru. Дата обращения: 20 апреля 2017. Архивировано 14 апреля 2017 года.
50. ↑  Указ Президента Российской Федерации от 1 августа 2000 года № 1418. «Вопросы Федеральной службы специального строительства Российской Федерации». Сайт Президента России. Дата обращения: 20 апреля 2017. Архивировано 14 апреля 2017 года.
51. 1 2  Указ Президента Российской Федерации от 16 августа 2004 года № 1084 «Вопросы Федерального агентства специального строительства».
52. ↑  Указ Президента Российской Федерации от 31 августа 2005 года № 1019. «О внесении изменения в Указ Президента Российской Федерации от 16 августа 2004 года № 1084 "Вопросы Федерального агентства специального строительства"». Сайт Президента России. — Kremlin.ru. Дата обращения: 20 апреля 2017. Архивировано 21 апреля 2017 года.
53. ↑  Указ Президента Российской Федерации от 11 мая 2006 года № 474. «О внесении изменений в Указ Президента Российской Федерации от 16 августа 2004 года № 1084 "Вопросы Федерального агентства специального строительства"». Сайт Президента России. — Kremlin.ru. Дата обращения: 20 апреля 2017. Архивировано 21 апреля 2017 года.
54. ↑  Распоряжение Правительства Российской Федерации от 12 ноября 2010 года № 1991-р. «О ликвидации федеральных государственных учреждений (воинских частей), находящихся в ведении Спецстроя России». С приложением «Перечень подлежащих ликвидации федеральных государственных учреждений, находящихся в ведении Спецстроя России». Сайт Правительства России. — Government.ru. Дата обращения: 20 апреля 2017. Архивировано 19 апреля 2017 года.
55. ↑  Дмитрий Литовкин. Военные строители снимают погоны : Минобороны отказалось от структуры, зарабатывающей 130 млрд. рублей в год : [арх. 5 апреля 2017] // Известия : газ. — 2011. — № 144 (10 августа).
56. ↑  Указ Президента Российской Федерации от 22 ноября 2011 года № 1526сс. «О реформировании Федерального агентства специального строительства». Сайт Президента России. — Kremlin.ru. Дата обращения: 20 апреля 2017. Архивировано 21 апреля 2017 года.
57. 1 2  Указ Президента Российской Федерации от 16 августа 2004 года № 1084. «Вопросы Федерального агентства специального строительства». Редакция 2015 года. Сайт Президента России. — Kremlin.ru. Дата обращения: 20 апреля 2017. Архивировано 6 апреля 2017 года.
58. ↑  Распоряжение Правительства Российской Федерации от 20 сентября 2012 года № 1743-р. «О передаче в ведение Минобороны России федеральных государственных учреждений, находящихся в ведении Спецстроя России». С приложением «Перечень передаваемых в ведение Минобороны России федеральных государственных учреждений, находящихся в ведении Спецстроя России». Сайт Правительства России. — Government.ru. Дата обращения: 20 апреля 2017. Архивировано 19 апреля 2017 года.
59. ↑  Распоряжение Правительства Российской Федерации от 14 февраля 2017 года № 259-р. «О завершении ликвидационных мероприятий по упразднению Спецстроя России». Сайт Правительства России. — Government.ru. Дата обращения: 4 мая 2017. Архивировано 30 июля 2017 года.
60. ↑  Указ Президента Российской Федерации от 29 декабря 2016 года № 727. «Об упразднении Федерального агентства специального строительства». Сайт Президента России. — Kremlin.ru. Дата обращения: 20 апреля 2017. Архивировано 6 апреля 2017 года.
61. ↑  Военное строительство. Военно-строительный комплекс Вооружённых Сил Российской Федерации. Интернет-портал Минобороны России. — Mil.ru. Дата обращения: 4 мая 2017. Архивировано 14 ноября 2017 года.
62. ↑  Указ Президента Российской Федерации от 28 марта 2017 года № 127. «О внесении изменения в Указ Президента Российской Федерации от 8 июля 2016 года № 329 "О штатной численности Вооруженных Сил Российской Федерации"». Сайт Президента России. — Kremlin.ru. Дата обращения: 24 апреля 2017. Архивировано 25 апреля 2017 года.
63. ↑  Владимир Мухин. Стройбаты возвращаются в армию : Новые подразделения займутся обустройством особо важной для обороны страны инфраструктуры : [арх. 25 апреля 2017] // Независимая газета : газ. — 2017. — № 65—66 (31 марта).